# Charles William Mitchell

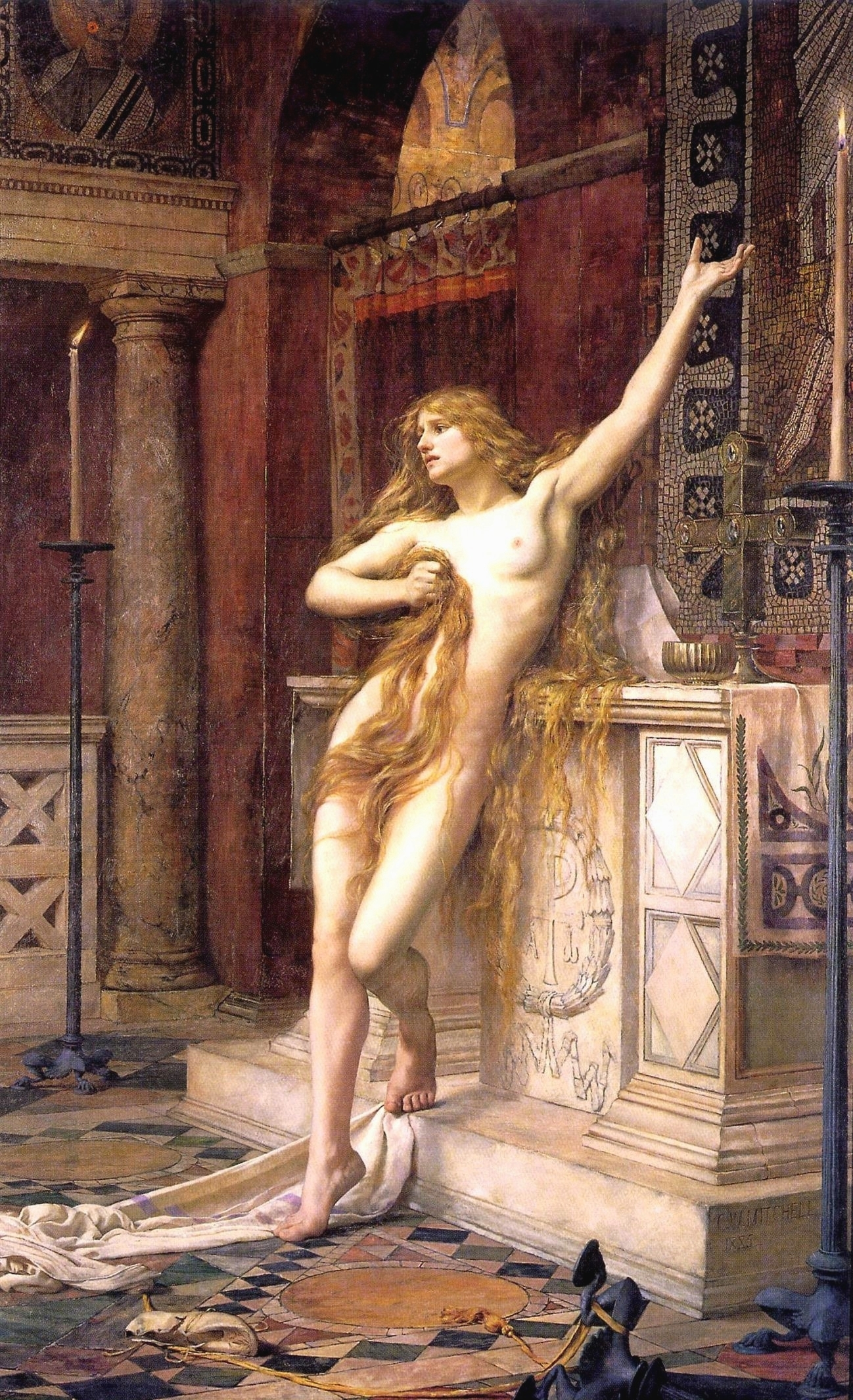
Hypatia von Charles William Mitchell (1885)

Charles William Mitchell (* 1854; † 1903) war ein englischer Maler aus Newcastle.
Mitchell gehörte zur Gruppe der Präraffaeliten. Er war ein Zeitgenosse von John William Waterhouse, der ähnlich arbeitete wie Mitchell. In den 1880er Jahren malte Mitchell mehrere große Historienbilder und entwarf Mosaiken für Kirchen.
Besonders bekannt ist sein Werk Hypatia (1885), das durch den Roman Hypatia (1853) von Charles Kingsley inspiriert wurde und den Tod Hypatias von Alexandrien darstellt. Das Gemälde befindet sich in der Laing Art Gallery in Newcastle.